# 1997年度壹電視大獎得獎名單
1997年度壹電視大獎得獎名單於1997年頒發。

## 十大電視節目
- 第一位：西遊記
- 第二位：超級無敵獎門人
- 第三位：O記實錄2
- 第四位：天地男兒
- 第五位：真情
- 第六位：闔府統請
- 第七位：廉政行動組
- 第八位：廣告大贏家
- 第九位：寰宇風情
- 第十位：再見艷陽天

## 十大電視藝人
- 第一位：陶大宇
- 第二位：歐陽震華
- 第三位：張衛健
- 第四位：郭可盈
- 第五位：薛家燕
- 第六位：梁榮忠
- 第七位：陳秀雯
- 第八位：羅嘉良
- 第九位：王　喜
- 第十位：郭富城

陶大宇連續兩屆獲得第一位，但他曾自言覺得本屆奪冠並非實至名歸。

## 其他獎項
- 最突出反派角色：羅嘉良 - 徐家立（天地男兒）
- 最養眼電視藝人：郭可盈
- 遲早發新人：王喜